# Flujo de acortamiento de una curva

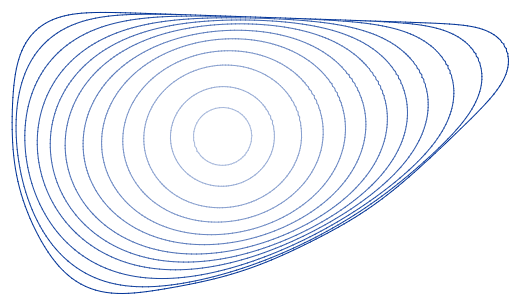
Convergencia de una curva convexa a una circunferencia bajo el flujo de acortamiento de la curva. Las curvas interiores (color más claro) son versiones fluidas de las curvas exteriores. Los pasos de tiempo entre las curvas no son uniformes

En matemáticas, el flujo de acortamiento de una curva es un proceso que modifica una curva en el plano moviendo sus puntos perpendicularmente a la curva a una velocidad (distancia por cada ciclo) proporcional a su curvatura. El flujo de acortamiento de la curva es un ejemplo de flujo geométrico y es el caso unidimensional del flujo de curvatura promedio. Otros nombres para el mismo proceso incluyen flujo de acortamiento euclidiano, flujo de calor geométrico, y evolución de la longitud del arco.
Como los puntos de cualquier curva simple cerrada suave se mueven de esta manera, la curva sigue siendo simple y suave. Pierde área a un ritmo constante, y su perímetro disminuye lo más rápido posible para cualquier evolución de curva continua. Si la curva no es convexa, su curvatura absoluta total decrece monótonamente, hasta volverse convexa. Una vez adoptada la forma convexa, la razón isoperimétrica de la curva disminuye a medida que la curva converge hacia una forma circular, antes de colapsar en un solo punto de singularidad. Si dos curvas cerradas suaves simples disjuntas evolucionan, permanecen disjuntas hasta que una de ellas colapsa en un punto.
El círculo es la única curva cerrada simple que mantiene su forma bajo el proceso de flujo de acortamiento, pero algunas curvas que se cruzan entre sí o tienen una longitud infinita mantienen su forma, incluida la curva de la parca, una curva infinita que se traslada hacia arriba, así como las espirales que giran sobre sí mismas manteniendo el mismo tamaño y forma.
Se puede calcular numéricamente una aproximación al flujo de acortamiento de la curva, aproximando la curva mediante un polígono y usando el método de las diferencias finitas para calcular el movimiento de cada uno de sus vértices. Los métodos alternativos incluyen calcular una convolución de vértices de polígonos y luego volver a muestrear los vértices en la curva resultante, o aplicar repetidamente un filtro de mediana a una imagen digital cuyos píxeles en blanco y negro representan el interior y el exterior de la curva.
El flujo de acortamiento de una curva se estudió originalmente como modelo para el recocido de láminas de metal. Más adelante, se aplicó en el análisis de imágenes para dar una representación de formas a múltiples escalas. También puede modelar sistemas de reacción-difusión y el comportamiento de un autómata celular. El flujo de acortamiento de curvas se puede usar para encontrar geodésicas cerradas en variedades de Riemann y como modelo para el comportamiento de flujos de dimensiones superiores.

## Definiciones
Un flujo es un proceso en el que los puntos de un espacio cambian continuamente sus ubicaciones o propiedades en el tiempo. Más específicamente, en un flujo geométrico unidimensional como el flujo de acortamiento de una curva, los puntos que experimentan el flujo pertenecen a una curva, y lo que cambia es la forma de la curva, es decir, su encaje en el plano euclidiano determinado por las ubicaciones de cada uno de sus puntos.
En el flujo de acortamiento de curvas, cada punto de una curva se mueve en la dirección de su vector normal (hacia el interior de la curva), a una velocidad proporcional a la curvatura. Para una curva en evolución representada por una función de dos parámetros C(s,t) donde s parametriza la longitud del arco en la curva y t parametriza un tiempo en la evolución de la curva, el flujo de acortamiento de la curva puede ser descrito por la ecuación parabólica en derivadas parciales;
{\displaystyle {\frac {\partial C}{\partial t}}={\frac {\partial ^{2}C}{\partial s^{2}}}=\kappa n,}
una forma de ecuación del calor, donde κ es la curvatura y n es el vector unitario normal.
Debido a que los elementos de esta ecuación, la longitud del arco, la curvatura y el tiempo, no se ven afectados por las traslaciones y rotaciones del plano euclídeo, se deduce que el flujo definido por esta ecuación es invariante bajo traslaciones y rotaciones (o más precisamente, se puede afirmar que es equivariante). Si el plano se escala por un factor de dilatación constante, el flujo permanece esencialmente sin cambios, pero se ralentiza o acelera por el mismo factor.

### Curvas irregulares
Para que el flujo esté bien definido, la curva dada debe ser lo suficientemente suave como para tener una curvatura continua. Sin embargo, una vez que comienza el flujo, la curva se convierte en analítica, y permanece así hasta llegar a una singularidad en la que la curvatura explota. Para una curva suave sin cruces, la única singularidad posible se produce cuando la curva colapsa en un punto, pero las curvas inmersas puede tener otros tipos de singularidad.
En tales casos, con algo de cuidado es posible continuar el flujo más allá de estas singularidades hasta que toda la curva se reduzca a un solo punto.
Para una curva cerrada simple, usando una extensión del flujo a curvas no suaves basado en el método del conjunto de nivel, solo hay dos posibilidades. Las curvas con medida de Lebesgue cero (incluidos todos los polígonos y las curvas suaves por partes) evolucionan instantáneamente a curvas suaves, después de lo cual evolucionan como lo haría cualquier curva suave. Sin embargo, las curvas de Osgood con una medida distinta de cero evolucionan inmediatamente a un anillo topológico con un área distinta de cero y límites uniformes. El seno del topólogo es un ejemplo que instantáneamente se vuelve suave, a pesar de no ser siquiera localmente conexa. Ejemplos como este muestran que la evolución inversa del flujo de acortamiento de curvas puede llevar curvas de buen comportamiento a singularidades complicadas en una cantidad finita de tiempo.

### Superficies no euclidianas
El flujo de acortamiento de curvas, y muchos de los resultados sobre el flujo de acortamiento de curvas, se pueden generalizar desde el plano euclidiano a cualquier variedad de Riemann bidimensional. Para evitar tipos adicionales de singularidad, es importante que la variedad sea "convexa en el infinito"; esto significa que cada conjunto compacto tiene una envolvente convexa compacta, como se define usando el concepto de convexidad geodésica. El flujo de acortamiento no puede hacer que una curva se salga de su envolvente convexa, por lo que esta condición evita que partes de la curva alcancen el límite de la variedad.

### Curvas espaciales
El flujo de acortamiento de curvas también se ha estudiado para curvas en el espacio euclídeo tridimensional. El vector normal en este caso se puede definir (como en el plano) como la derivada del vector tangente con respecto a la longitud del arco, normalizado para ser un vector unitario (es uno de los componentes del recinto de Frenet-Serret). No está bien definido en los puntos de curvatura cero, pero el producto de la curvatura y el vector normal permanece bien definido en esos puntos, lo que permite definir el flujo de acortamiento de la curva. Las curvas en el espacio pueden cruzarse con otras o consigo mismas de acuerdo con este flujo, y el flujo puede conducir a singularidades en las curvas; con la condición de que toda singularidad es asintótica a un plano. Sin embargo, se sabe que las curvas esféricas y las curvas que se pueden proyectar ortogonalmente en una curva plana convexa regular siguen siendo simples. El flujo de acortamiento de curvas para curvas espaciales se ha utilizado como una forma de definir el flujo más allá de singularidades en curvas planas.

### Más allá de las curvas
Es posible extender la definición del flujo a entidades más generales que las curvas, lo que se puede comprobar utilizando varivariedades rectificables o el método del conjunto de nivel. Sin embargo, estas definiciones extendidas pueden permitir que partes de las curvas desaparezcan instantáneamente o se conviertan en conjuntos de área distinta de cero.

Para redes de curvas, extender el flujo de acortamiento de curvas más allá de una singularidad puede resultar en ambigüedad o inflado

Una variación del problema comúnmente estudiada implica redes de curvas suaves disjuntas en el interior de la curva de partida, con uniones donde se encuentran tres o más de las curvas. Cuando todas las uniones tienen exactamente tres curvas que se encuentran en ángulos de 2Π/3 (las mismas condiciones que se observan en el problema del árbol de Steiner óptimo o en una espuma bidimensional formada por pompas de jabón), el flujo está bien definido a corto plazo. Sin embargo, finalmente puede llegar a un estado singular con cuatro o más curvas que se encuentran en un cruce, y puede haber más de una forma de continuar el flujo más allá de tal singularidad.

## Comportamiento

### Principio de evitación, radio y factor de estiramiento
Si dos curvas simples cerradas suaves disjuntas experimentan el flujo de acortamiento de la curva simultáneamente, permanecen disjuntas a medida que avanza el flujo. La razón es que, si dos curvas suaves se mueven de una manera que crean un cruce, entonces, en el momento del primer cruce, las curvas serían necesariamente tangentes entre sí, sin cruzarse. Pero, en tal situación, las curvaturas de las dos curvas en el punto de tangencia necesariamente las separarían en lugar de juntarlas en un cruce. Por la misma razón, una sola curva cerrada simple nunca puede evolucionar para cruzarse a sí misma. Este fenómeno se conoce como el principio de evitación.
El principio de evitación implica que cualquier curva cerrada suave debe finalmente alcanzar una singularidad, como un punto de curvatura infinita. Porque, si una curva suave dada C está rodeada por una circunferencia, ambas permanecerán disjuntas mientras existan. Pero el círculo envolvente se contrae bajo el flujo de curvatura, permaneciendo circular, hasta que colapsa, y por el principio de evitación C debe permanecer contenida dentro de él. Entonces, si C nunca alcanzara una singularidad, quedaría atrapado en un solo punto en el momento en que el círculo colapsa, lo que es imposible para una curva suave. Esto se puede cuantificar observando que el radio de la menor circunferencia que envuelve C debe disminuir a una velocidad que sea al menos tan rápida como la disminución del radio de una circunferencia que experimenta el mismo flujo.
Huisken (1998) cuantifica el principio de evitación para una sola curva en términos de la relación entre la longitud del arco (del más corto de dos arcos) y la distancia euclidiana entre pares de puntos, a veces llamada factor de estiramiento. Muestra que el factor de estiramiento es estrictamente decreciente en cada uno de sus máximos locales, excepto en el caso de los dos extremos del diámetro de una circunferencia, en cuyo caso el factor de estiramiento es constante en Π. Esta propiedad de monotonicidad implica el principio de evitación, ya que si la curva alguna vez se tocara a sí misma, el factor de estiramiento se volvería infinito en los dos puntos de contacto.

### Longitud
A medida que una curva experimenta el flujo de acortamiento, su longitud L disminuye a una tasa dada por la fórmula
{\displaystyle {\frac {dL}{dt}}=-\int \kappa ^{2}\,ds,}
donde la integral se toma sobre la curva, κ es la curvatura y s es la longitud del arco en la curva.
El integrando siempre es no negativo, y para cualquier curva cerrada suave existen arcos dentro de los cuales es estrictamente positivo, por lo que la longitud disminuye monótonamente.
De forma más general, para cualquier evolución de curvas cuya velocidad normal sea f, la tasa de cambio en la longitud es
{\displaystyle {\frac {dL}{dt}}=-\int f\kappa \,ds,}
que puede interpretarse como un producto interno negado entre la evolución dada y el flujo de acortamiento de la curva.
Por lo tanto, el flujo que acorta la curva se puede describir como el campo vectorial de longitud, el flujo que (localmente) disminuye la longitud de la curva lo más rápido posible en relación con la norma L2 del flujo. Esta propiedad es la que le da su nombre al flujo de acortamiento de la curva.

### Área
Para una curva cerrada simple, el área encerrada por la curva se contrae, a una tasa constante de 2Π unidades de área por unidad de tiempo, independientemente de la curva. Por lo tanto, el tiempo total para que una curva se reduzca a un punto es proporcional a su área, independientemente de su forma inicial.
Debido a que el área de una curva se reduce a una tasa constante, y (por isoperimetría) un círculo tiene el área más grande posible entre las curvas cerradas simples de una longitud dada, se deduce que las circunferencias son las curvas más lentas en colapsar hasta un punto bajo el flujo de acortamiento. Todas las demás curvas tardan menos en contraerse que una circunferencia de la misma longitud.
La tasa constante de reducción del área es la única ley de conservación satisfecha por el flujo de acortamiento una curva. Esto implica que no es posible expresar el "punto de fuga" donde la curva finalmente colapsa como una integral sobre la curva de cualquier función de sus puntos y sus derivados, porque tal expresión conduciría a una segunda ley de conservación prohibida. Sin embargo, al combinar la tasa constante de pérdida de área con el principio de evitación, es posible demostrar que el punto de fuga siempre se encuentra dentro de una circunferencia, concéntrica con la circunferencia envolvente mínima, cuya área es la diferencia de áreas entre la circunferencia envolvente y la curva dada.

### Curvatura absoluta total
La curvatura absoluta total de una curva suave es la integral del valor absoluto de la curvatura en la longitud del arco de la curva,
{\displaystyle K=\int |\kappa |\,ds.}
También se puede expresar como la suma de los ángulos entre los vectores normales en pares consecutivos de puntos de inflexión. Es 2Π para curvas convexas y mayor para curvas no convexas, sirviendo como medida de no convexidad de una curva.
El flujo de acortamiento de la curva no puede crear nuevos puntos de inflexión.
Cada uno de los ángulos en la representación de la curvatura absoluta total como suma decrece monótonamente, excepto en los instantes en que dos puntos de inflexión consecutivos alcanzan el mismo ángulo o posición entre sí y ambos son eliminados.
Por lo tanto, la curvatura absoluta total nunca puede aumentar a medida que evoluciona la curva. Para curvas convexas es constante en 2Π y para curvas no convexas decrece monótonamente.

### Teorema de Gage-Hamilton-Grayson
Si una curva cerrada simple y suave se somete al flujo de acortamiento, permanece incrustada suavemente sin autointersecciones, y finalmente se convertirá en una curva convexa, y una vez que lo haga, permanecerá convexa. Después de este tiempo, todos los puntos de la curva se moverán hacia adentro y la forma de la curva convergerá hacia una circunferencia a medida que la curva completa se reduce a un solo punto. Este comportamiento a veces se resume diciendo que cada curva cerrada simple se reduce a un punto redondo.
Este resultado se debe a Michael Gage, Richard Hamilton y Matthew Grayson. Gage demostró la convergencia a una circunferencia para curvas convexas que se contraen en un punto. Más específicamente, Gage demostró que la razón isoperimétrica (la relación entre la longitud de la curva al cuadrado y el área, un número que es 4Π para un círculo y mayor para cualquier otra curva convexa) disminuye monótona y rápidamente.Gage y Hamilton (1986) demostró que todas las curvas convexas suaves finalmente se contraen hasta un punto sin formar ninguna otra singularidad, y Grayson (1987) demostró que todas las curvas no convexas finalmente se volverán convexas.Andrews y Bryan (2011) proporciona una prueba más simple del resultado de Grayson, basada en la monotonicidad del factor de estiramiento.

La forma límite para todas las redes de dos rayos colineales y dos curvas que conectan los extremos de los dos rayos. La lente central tiene la forma de "vesica piscis"

Se pueden extender resultados similares de curvas cerradas a curvas ilimitadas que satisfacen una condición lipschitziana local. Para tales curvas, si ambos lados de la curva tienen un área infinita, entonces la curva evolucionada permanece uniforme y libre de singularidades todo el tiempo. Sin embargo, si un lado de una curva ilimitada tiene un área finita y la curva tiene una curvatura absoluta total finita, entonces su evolución alcanza una singularidad en el tiempo proporcional al área en el lado de área finita de la curva, con una curvatura ilimitada cerca de la singularidad. Para curvas que son gráficas de funciones con un comportamiento suficientemente bueno, asintóticas a un rayo en cada dirección, la solución converge a una forma única que es asintótica a los mismos rayos.
Para redes formadas por dos rayos disjuntos en la misma línea, junto con dos curvas suaves que conectan los extremos de los dos rayos, se cumple un análogo del teorema de Gage-Hamilton-Grayson, según el cual la región entre las dos curvas se vuelve convexa y luego converge a una forma de "vesica piscis" (mandorla).

### Singularidades de las curvas autointersecantes
Las curvas que tienen autointersecciones pueden alcanzar singularidades antes de contraerse en un punto. Por ejemplo, si una lemniscata (cualquier curva inmersa suave con un solo cruce, parecida a la figura de un 8 o al símbolo de infinito) tiene áreas desiguales en sus dos lóbulos, finalmente el lóbulo más pequeño colapsará en un punto. Sin embargo, si los dos lóbulos tienen áreas iguales, permanecerán iguales en la evolución de la curva, y la relación isoperimétrica divergirá a medida que la curva colapsa en una singularidad.
Cuando una curva localmente convexa que se cruza a sí misma se aproxima a una singularidad a medida que uno de sus bucles se contrae, se contrae en una curva autosimilar o se acerca asintóticamente a la curva de la parca (descrita a continuación) a medida que se contrae. Cuando un bucle colapsa en una singularidad, la cantidad de curvatura absoluta total que se pierde es al menos 2Π o exactamente Π.

### Sobre variedades de Riemann
En una variedad de Riemann, cualquier curva cerrada simple suave seguirá siendo suave y simple a medida que evoluciona, al igual que en el caso euclidiano. O se derrumbará hasta un punto en un tiempo finito, o permanecerá suave y simple para siempre. En este último caso, la curva necesariamente converge a una geodésica cerrada de la superficie.
Las curvas inscritas en variedades de Riemann, con un número finito de autocruces, se vuelven autotangentes solo en un conjunto discreto de iteraciones, en cada una de las cuales pierden un cruce. Como consecuencia, el número de puntos de autocruce no aumenta.

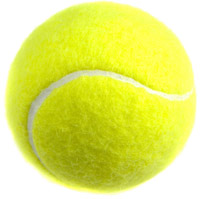
Una pelota de tenis

El acortamiento de una curva inscrita en una esfera se puede usar como parte de una prueba del teorema de la pelota de tenis. Este teorema establece que cada curva cerrada suave y simple en la esfera que divide la superficie de la esfera en dos áreas iguales (como la costura de una pelota de tenis) debe tener al menos cuatro puntos de inflexión. La prueba proviene de la observación de que el acortamiento de la curva conserva la suavidad y las propiedades de bisección del área de la curva, y no aumenta su número de puntos de inflexión. Por lo tanto, permite reducir la cuestión al problema de las curvas cercanas a la forma límite del acortamiento de la curva, una circunferencia máxima de la esfera.

### Fórmula de monotonicidad de Huisken
De acuerdo con la fórmula de monotonicidad de Huisken, la convolución de una curva en evolución con un kernel de calor invertido en el tiempo no es creciente. Este resultado se puede utilizar para analizar las singularidades de su evolución.

## Curvas específicas

### Curvas con evolución autosimilar

La curva de la parca y su flujo de acortamiento, que genera copias de sí misma trasladadas verticalmente

Debido a que todas las demás curvas cerradas simples convergen en una circunferencia, la circunferencia es precisamente la única curva cerrada simple que mantiene su forma bajo el flujo de acortamiento. Sin embargo, hay muchos otros ejemplos de curvas que no son simples (incluyen cruces automáticos) o no están cerradas (se extienden hasta el infinito) y mantienen su forma. En particular,
- Cada línea recta permanece sin cambios por el flujo de acortamiento de la curva. Las líneas rectas son las únicas curvas que no se ven afectadas por el flujo de acortamiento,[35] aunque existen redes de curvas estables más complejas, como el teselado hexagonal del plano.
- La curva de la parca y= − log cos x se mueve hacia arriba sin cambiar su forma. De la misma manera, cualquier curva semejante a la curva de la parca es trasladada por el flujo de acortamiento de la curva, desplazada en la dirección del eje de simetría de la curva sin cambiar su forma u orientación. La curva de la parca es la única curva con esta propiedad.[35] También se le llama modelo de horquilla en la literatura física.[36]
- Una familia de curvas cerradas autocruzadas, derivadas de las proyecciones de un nudo toroidal, encogen homotéticamente y siguen siendo autosimilares bajo el flujo de acortamiento de la curva.[35] Esta familia es conocida como las curvas de Abresch-Langer, en reconocimiento al trabajo de Abresch y Langer (1986),[37] aunque Mullins (1956) las mencionó anteriormente y Epstein y Weinstein (1987) las redescubrió de forma independiente. Estas curvas son localmente convexas y, por lo tanto, pueden describirse mediante su función de soporte. Las versiones adecuadamente escaladas de estas funciones de soporte obedecen a la ecuación diferencial

- {\displaystyle h''+h={\frac {1}{h}},}

que tiene soluciones periódicas positivas (correspondientes a curvas con evolución autosimilar) para cualquier periodo que se encuentre estrictamente entre Π y {\displaystyle \pi {\sqrt {2}}}.
- Otras curvas, incluidas algunas espirales infinitas, siguen siendo similares a sí mismas con movimientos más complicados que incluyen rotación o combinaciones de rotación, contracción o expansión y traslación.[35]
- Para redes de curvas suaves, reunidas de a tres en uniones con ángulos de 2Π/3, las soluciones de contracción autosimilares incluyen una doble burbuja que rodea dos áreas iguales, una forma de lente (vesica piscis) delimitada por dos arcos de circunferencia congruentes junto con dos rectas colineales que tienen sus vértices en las esquinas de la lente y una red "en forma de pez" delimitada por un segmento de línea, dos rectas y una curva convexa. Cualquier otra red de contracción autosimilar implica un mayor número de curvas.[38] Otra familia de redes crece homotéticamente y sigue siendo autosimilar; estas son redes de curvas en forma de árbol, que se encuentran en ángulos de 2Π/3 en uniones triples, asintóticas a un abanico de dos o más rectas que se encuentran en un punto final común. El caso de dos rectas de estas formas es una curva suave ilimitada; para tres o más rectas, la evolución de estas formas se puede definir utilizando variantes generalizadas del flujo de acortamiento de curvas, como el de los pliegues múltiples. Un abanico dado de cuatro o más rectas puede ser asintótico a más de una solución diferente de este tipo, por lo que estas soluciones no proporcionan una definición única para el flujo de acortamiento de la curva a partir de un abanico de rectas.[39]

### Soluciones antecedentes
Una solución antecedente para el problema de flujo es una curva cuya evolución puede extrapolarse hacia atrás para cualquier iteración, sin singularidades. Todas las soluciones autosimilares que se encogen o mantienen el mismo tamaño en lugar de crecer son soluciones antecedentes en este sentido; se pueden extrapolar hacia atrás invirtiendo la transformación autosimilar que experimentarán por el flujo de acortamiento de la curva hacia adelante. Así, por ejemplo, la circunferencia, la curva de la parca y las curvas de Abresch-Langer son todas soluciones antecedentes.
También hay ejemplos que no son autosimilares. Un ejemplo explícito es la solución del óvalo de Angenent, denominado así en referencia al trabajo de Angenent (1992). Esta familia de curvas se puede parametrizar especificando la curvatura en función del ángulo tangente mediante la fórmula:
{\displaystyle k(\theta ,t)={\sqrt {\cos 2\theta -\operatorname {coth} 2t}}}
y tienen como forma límite bajo la evolución inversa un par de curvas de la parca que se acercan entre sí desde direcciones opuestas.
En coordenadas cartesianas, pueden estar dadas por la ecuación implícita:
{\displaystyle \cosh y-e^{-t}\cos x=0.}
En la literatura de física, las mismas formas se conocen como "modelo de sujetapapeles".
Las soluciones del óvalo de Angenent y de la circunferencia que se contrae son las únicas soluciones antecedentes cuyos intervalos de tiempo unen conjuntos convexos acotados. La curva de la parca, el semi espacio estacionario y las soluciones de franjas estacionarias son los únicos ejemplos cuyos intervalos de tiempo unen conjuntos convexos ilimitados. Existen muchos ejemplos convexos "localmente" adicionales (no incrustados), así como muchos ejemplos incrustados (no convexos) adicionales.

## Aproximaciones numéricas
Para calcular el flujo de acortamiento de una curva de manera eficiente, tanto una curva continua como la evolución continua de la curva deben reemplazarse por una aproximación discreta.

### Seguimiento frontal
Los métodos de seguimiento frontal se han utilizado durante mucho tiempo en fluidodinámica para modelar y rastrear el movimiento de los límites entre diferentes materiales, de gradientes pronunciados en las propiedades de un medio, como en los frentes meteorológicos, o de ondas de choque dentro de un único material. Estos métodos implican derivar las ecuaciones de movimiento del límite y usarlas para simular directamente el movimiento del límite, en lugar de simular el fluido subyacente y tratar el límite como una propiedad emergente del fluido. Los mismos métodos también se pueden usar para simular el flujo de acortamiento de la curva, incluso cuando la curva que atraviesa el flujo no es un límite o representa una zona de choque.
En los métodos de seguimiento frontal para el acortamiento de curvas, la curva que experimenta la evolución se discretiza como un polígono. El método de las diferencias finitas se usa para obtener fórmulas con las que calcular el vector normal aproximado y la curvatura en cada vértice del polígono, y estos valores se usan para determinar cómo mover cada vértice en cada paso de tiempo. Aunque el flujo de acortamiento de la curva se define por el movimiento de una curva perpendicular a sí misma, algunas parametrizaciones del flujo de acortamiento de la curva pueden permitir que los vértices que se aproximan a la curva se muevan de forma no perpendicular. En efecto, esto permite que los vértices se muevan en la curva, a medida que la curva evoluciona. La elección de una reparametrización cuidadosa puede ayudar a redistribuir los vértices de manera más uniforme en la curva en situaciones en las que el movimiento perpendicular haría que se agruparan.Merriman, Bence y Osher (1992) escriben que estos métodos son rápidos y precisos, pero que es mucho más complicado extenderlos a versiones del flujo de acortamiento de curvas que se aplican a entradas más complicadas que simples curvas cerradas, donde es necesario lidiar con singularidades y cambios de topología.
Para la mayoría de estos métodos,Cao (2003) advierte que "las condiciones de estabilidad no se pueden determinar fácilmente y el paso de tiempo debe elegirse ad hoc". Otro método de diferenciación finita por Crandall y Lions (1996) modifica la fórmula para la curvatura en cada vértice al agregarle un término pequeño basado en un operador laplaciano. Esta modificación se llama regularización elíptica y puede usarse para ayudar a probar la existencia de flujos generalizados, así como en su simulación numérica. Usándolo, se puede demostrar que el método de Crandall y Lions converge y es el único método numérico enumerado por Cao que está equipado con límites en su tasa de convergencia. Para obtener una comparación empírica de los métodos de diferencias finitas de Euler hacia adelante, de Euler hacia atrás y Crank–Nicolson más precisos, consúltese Balažovjech y Mikula (2009).

### Convolución remuestreada
Mokhtarian y Mackworth (1992) sugiere un método numérico para calcular una aproximación al flujo de acortamiento de la curva que mantiene una aproximación discreta a la curva y alterna entre dos pasos:
- Vuélvase a muestrear la curva actual colocando nuevos puntos de muestra en un espacio uniforme, medido por la longitud de arco normalizada.
- Convolver las ubicaciones de los puntos con una función gaussiana con desviación estándar pequeña, reemplazando la ubicación de cada punto con una media ponderada de las ubicaciones de los puntos cercanos en la curva, con pesos gaussianos. La desviación estándar de la aproximación gaussiana debe elegirse para que sea lo suficientemente pequeña como para que, después de este paso, los puntos de muestra aún tengan un espaciado casi uniforme. Como se demuestra, este método converge a la distribución de acortamiento de la curva en el límite a medida que crece el número de puntos de muestra y se reduce la longitud de arco normalizada del radio de convolución.[52]

### Filtrado mediano
Merriman, Bence y Osher (1992) describe un procedimiento que opera en una cuadrícula cuadrada bidimensional, en la práctica una matriz de píxeles. La curva a evolucionar se representa asignando el valor 0 (negro) a los píxeles exteriores a la curva, y 1 (blanco) a los píxeles interiores a la curva, dando la función indicatriz para el interior de la curva. Esta representación se actualiza alternando dos pasos:
- Convolucionar la imagen pixelada con un kernel de calor para simular su evolución bajo la ecuación del calor por un paso de tiempo corto. El resultado es un desenfoque gaussiano de la imagen, o equivalentemente la transformación de Weierstrass de la función indicadora, con radio proporcional a la raíz cuadrada del paso de tiempo.
- Asignar a cada píxel con valor numérico inferior a 1/2 el valor 0, y cada píxel con valor numérico superior a 1/2 el valor 1, estableciendo un valor umbral para que la imagen vuelva a sus valores originales en nuevas posiciones.

Para que este esquema sea preciso, el paso de tiempo debe ser lo suficientemente grande como para hacer que la curva se mueva al menos un píxel incluso en puntos de baja curvatura, pero lo suficientemente pequeño como para hacer que el radio de desenfoque sea menor que el radio mínimo de curvatura. Por lo tanto, el tamaño de un píxel debe ser O(min κ/max κ2), lo suficientemente pequeño como para permitir elegir un paso de tiempo intermedio adecuado.
El método se puede generalizar a la evolución de redes de curvas que se encuentran en los cruces y dividen el plano en más de tres regiones, aplicando el mismo método simultáneamente a cada región.
En lugar de desenfoque y fijación de un umbral, este método puede describirse alternativamente como aplicar un filtro de mediana con pesos gaussianos a cada píxel. Es posible usar núcleos distintos a la función del calor, o refinar adaptativamente la cuadrícula para que tenga alta resolución cerca de la curva pero no pierda tiempo y memoria en píxeles situados lejos de la curva que no contribuyen al resultado. En lugar de usar solo los dos valores en la imagen pixelada, una versión de este método que usa una imagen cuyos valores de píxel representan la distancia con su signo a la curva puede lograr una precisión de subpíxel y requiere una resolución más baja.

## Aplicaciones

### Recocido de chapas
Una referencia temprana al flujo de acortamiento de la curva dada por Mullins, 1956, estuvo motivada por el propósito de ser utilizado como un modelo del proceso físico del recocido, en el que el tratamiento térmico hace que los límites entre los granos de la estructura cristalina de un metal se desplacen entre sí. A diferencia de las películas de jabón, que se ven obligadas por las diferencias de presión atmosférica a convertirse en superficies de curvatura media constante, los límites entre los granos en el proceso de recocido están sujetos solo a efectos locales, lo que hace que se muevan de acuerdo con el flujo de curvatura media. El caso unidimensional de este flujo, el flujo de acortamiento de curvas, corresponde al recocido de láminas de metal que son lo suficientemente delgadas para que los granos se vuelvan efectivamente bidimensionales y sus límites se vuelvan unidimensionales.

### Análisis de forma
En el procesamiento digital de imágenes y en la visión artificial,Mokhtarian y Mackworth (1992) se ha sugerido aplicar el flujo de acortamiento de curvas al contorno de una forma derivada de una imagen digital para eliminar el ruido de la forma y proporcionar un espacio de escala que brinde una descripción simplificada de la forma en diferentes niveles de resolución.
El método de Mokhtarian y Mackworth implica calcular el flujo de acortamiento de la curva, rastrear sus punto de inflexión a medida que avanzan a través del flujo y dibujar un gráfico que represente las posiciones de los puntos de inflexión alrededor de la curva contra el parámetro de tiempo. Los puntos de inflexión generalmente se eliminarán de la curva en pares como cuando la curva se vuelve convexa (según el teorema de Gage-Hamilton-Grayson) y el tiempo de vida de un par de puntos corresponde a la prominencia de una característica de la forma. Debido al método de convolución remuestreado que describen para calcular una aproximación numérica del flujo de acortamiento de la curva, llaman a su método "espacio de escala de curvatura remuestreado". Observan que este espacio de escala es invariable bajo las transformaciones euclídeas de la forma dada y afirman que determina unívocamente el aspecto de una forma y que es robusto frente a pequeñas variaciones en la forma. Lo comparan experimentalmente con varias definiciones alternativas relacionadas de un espacio de escala para formas, y descubren que el espacio de escala de curvatura remuestreado es menos computacionalmente intensivo, más robusto contra el ruido no uniforme y que está menos influido por diferencias de forma a pequeña escala.

### Reacción-difusión
En los sistemas de reacción-difusión modelados por la ecuación de Allen-Cahn, el comportamiento límite para una reacción rápida, una difusión lenta y dos o más mínimos locales de energía con el mismo nivel de energía entre sí, es que el sistema se asiente en regiones de diferentes mínimos locales, con los frentes delimitando los límites entre estas regiones cuando evolucionan de acuerdo con el flujo de acortamiento de la curva.

### Autómatas celulares

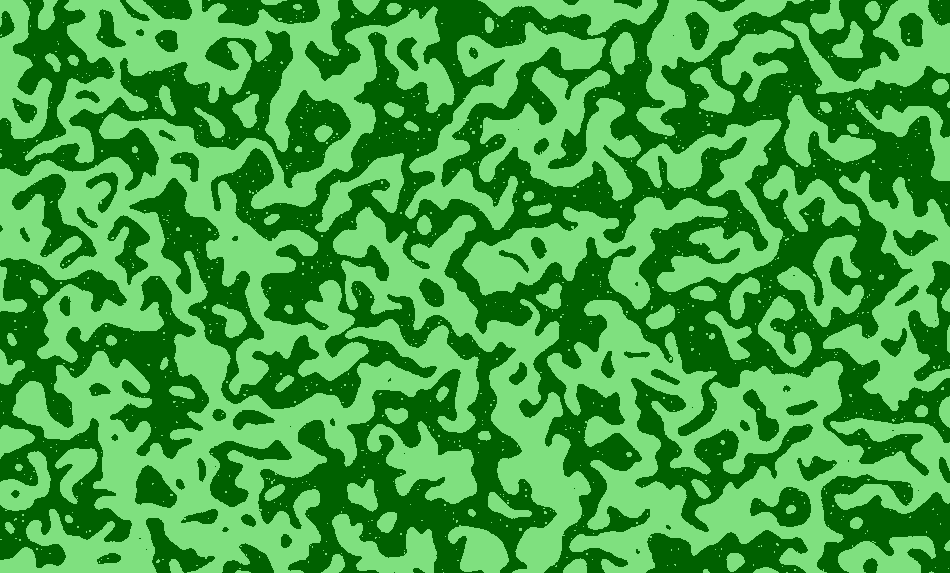
El autómata celular de Anneal, 1600 pasos después de un inicio aleatorio

En un autómata celular, cada celda en una cuadrícula infinita puede tener uno de un conjunto finito de estados, y todas las celdas actualizan sus estados simultáneamente basándose solo en la configuración de un pequeño conjunto de celdas vecinas.
Una regla de un autómata celular realista es aquella en la que la cuadrícula es la retícula cuadrada infinita, hay exactamente dos estados de celda, el conjunto de vecinos de cada celda son los ocho vecinos según el criterio de la vecindad de Moore, y la regla de actualización depende solo del número de vecinos con cada uno de los dos estados en lugar de cualquier función más complicada de esos estados.
En una regla similar a la vida en particular, presentada por Gerard Vichniac y llamada regla de la mayoría torcida o regla de recocido, la regla de actualización establece que el nuevo valor para cada celda sea la mayoría entre las nueve celdas dadas por ella y sus ocho vecinas, excepto cuando estas celdas se dividen entre cuatro con un estado y cinco con el otro estado, en cuyo caso el nuevo valor de la celda es la minoría en lugar de la mayoría.
La dinámica detallada de esta regla es complicada, incluida la existencia de pequeñas estructuras estables. Sin embargo, en conjunto (cuando se inicia con todas las celdas en estados aleatorios) tiende a formar grandes regiones de celdas que están todas en el mismo estado, con los límites entre estas regiones evolucionando de acuerdo con el flujo de acortamiento de la curva.

### Construcción de geodésicas cerradas
El flujo de acortamiento de la curva se puede usar para probar una isoperimetría para superficies cuya curvatura de Gauss es una función no creciente de la distancia desde el origen, como en un paraboloide. En tal superficie, el conjunto compacto liso que tiene un área determinada y un perímetro mínimo para esa área es necesariamente una circunferencia con centro en el origen. La prueba aplica el flujo de acortamiento de curvas a dos curvas, una circunferencia métrica y el límite de cualquier otro conjunto compacto, y compara el cambio en el perímetro de las dos curvas cuando el flujo las reduce a un punto.
El flujo de acortamiento de la curva también se puede usar para probar el teorema de las tres geodésicas, que cada variedad riemanniana suave topológicamente equivalente a una esfera tiene tres geodésicas que forman curvas simples cerradas.

## Flujos relacionados
Otros flujos geomátricos relacionados con el flujo de acortamiento de la curva incluyen los siguientes:
- Para simular el comportamiento del cristal u otros materiales anisotrópicos, es importante contar con variantes del flujo de acortamiento de curvas para las cuales la velocidad del flujo depende de la orientación de una curva, así como de su curvatura. Una forma de hacerlo es definir la energía de una curva como la integral de una función infinitamente diferenciable γ de sus vectores normales, y formar el flujo gradiente de esta energía, según el cual la velocidad normal a la que fluye la curva es proporcional a un análogo anisotrópico de la curvatura. Este flujo se puede simular discretizando la curva como un polígono. En experimentos numéricos, las curvas iniciales parecen converger en la forma de Wulff para γ antes de reducirse a un punto.[62] Alternativamente, se puede dejar que la curva fluya con la velocidad a(θ)κ + b(θ), donde κ es la curvatura (habitual) y a y b son funciones uniformes de la orientación θ. Cuando a(θ + Π)= a(θ) y b(θ + Π)= −b(θ) (de modo que el flujo es invariable bajo simetría central), se puede demostrar que el flujo resultante obedece al principio de evitación y un análogo del teorema de Gage-Hamilton-Grayson.[63]
- El flujo de acortamiento de curva afín fue investigado por primera vez por Alvarez et al. (1993) y Sapiro y Tannenbaum (1993). En este flujo, la velocidad normal de la curva es proporcional a la raíz cúbica de la curvatura.[64] El flujo resultante es invariante (con una escala de tiempo correspondiente) bajo transformaciones afines del plano euclidiano, un grupo de simetría más grande que las transformaciones de semejanza bajo las que el flujo de acortamiento de la curva es invariante. Bajo este flujo, se aplica un análogo del teorema de Gage-Hamilton-Grayson, bajo el cual cualquier curva cerrada simple finalmente se vuelve convexa y luego converge a una elipse a medida que colapsa en un punto.[65]
- La transformación de una curva con velocidades normales iguales en todos los puntos se ha denominado transformación del fuego en la hierba. Las curvas calculadas de esta manera en general desarrollarán esquinas agudas, cuya traza forma el eje medio de la curva.[66] Una evolución de curva estrechamente relacionada que mueve segmentos rectos de una curva poligonal a la misma velocidad pero permite que las esquinas cóncavas se muevan más rápido que la velocidad unitaria en su lugar forma un tipo diferente de cálculo del esqueleto de la curva dada, su esqueleto recto.[67]
- Para superficies en dimensiones más altas, hay más de una definición de curvatura, incluidas medidas extrínsecas (dependientes de la incrustación) como la curvatura media y medidas intrínsecas como la curvatura escalar de Ricci y el tensor de Ricci. En consecuencia, hay varias formas de definir flujos geométricos basados en la curvatura, incluido el flujo de curvatura promedio (en el que la velocidad normal de una superficie incrustada es su curvatura media), el flujo de Ricci (un flujo intrínseco en la métrica de un espacio basado en su curvatura de Ricci), el flujo de curvatura de Gauss y la energía de Willmore (el flujo de gradiente para un funcional de energía que combina la curvatura media y la curvatura gaussiana). El flujo de acortamiento de curvas es un caso especial del flujo de curvatura media y del flujo de curvatura de Gauss para curvas unidimensionales.[18]
- En planificación de rutas en tiempo real para robots móviles, se ha utilizado una versión modificada del flujo de acortamiento de curvas con fuerzas adicionales para encontrar caminos que logren un equilibrio entre ser cortos y mantenerse libres de obstáculos.[68]
- Inspirándose en el flujo de acortamiento de curvas en curvas suaves, los investigadores han estudiado métodos para hacer fluir polígonos de modo que permanezcan poligonales, con aplicaciones que incluyen la formación de patrones y la sincronización en sistemas distribuidos de robots.[69] Los flujos poligonales que conservan la longitud se pueden utilizar para resolver el problema de la regla de carpintero.[70]
- En visión artificial, el modelo de contorno activo para detectar bordes y segmentos se basa en el acortamiento de curvas y desarrolla curvas en función de una combinación de su curvatura y las características de una imagen.[71]